# Chiquitoy
Chiquitoy es una localidad peruana ubicada en el distrito de Santiago de Cao en la provincia de Ascope de la Región La Libertad. Su origen se remonta a la antigua hacienda Chiquitoy mayormente poblada por gente trabajadora dedicada a la siembra de caña de azúcar. Se encuentra aproximadamente a 35 km al norte de la ciudad de Trujillo.

## Descripción
Esta localidad se ubica en la margen izquierda del río Chicama, al noreste del Distrito de Santiago de Cao. Por carretera se puede llegar por Cartavio o por el cruce de la Panamericana Norte.

## Historia
La hacienda Chiquitoy se estableció en la localidad que antes ocupó la localidad mochica del mismo nombre, específicamente Chiquitoy Viejo I. Luego de convertirse en una ciudad chimú, los incas los sometieron y trasladaron a la población a la actual Chiquitoy Viejo II, convirtiéndola en un importante centro administrativo.
En 1535, los españoles fundaron Trujillo y poco después fundaron el poblado español de Chiquitoy, que luego formaría parte de los repartimientos asignados a los conquistadores asentados en el valle de Chicama. En 1654, Chiquitoy fue adquirida por María de Valverde, quien la dedicó al cultivo de azúcar. La hacienda se convirtió en un importante productora de azúcar y aceite, y pasó por sucesivas generaciones de los herederos de María de Valverde hasta Josefa del Risco y Oyague. Al fallecer esta, la hacienda pasó a su pariente el presbítero José de Mercedes Vigo.
En 1857, la hacienda de Chiquitoy fue adquirida por el general Juan Manuel de Iturregui, quien le añadió la hacienda vecina de Las Monjas y construyó la casa hacienda, una de las más significativas de la región. A la muerte del prócer en 1871, su familia arrendó la hacienda a los hermanos Larco Bruno, quienes construyeron una fábrica de azúcar y una destilería de alcohol. En 1901, Víctor Larco Herrera asumió el control de la hacienda azucarera y construyó en ella una línea férrea que la unía con el puerto de Huanchaco.
En 1916, la viuda del hijo de Iturregui, Susana de Orbegoso, arrendó la propiedad a su hermano Luis José de Orbegoso y González, quien constituyó la Negociación Agrícola Chiquitoy y dirigió la hacienda durante varios años. En 1959, luego de la muerte de Susana de Orbegoso, Chiquitoy fue heredada por su hija Susana de Iturregui, condesa Potocka. 
La hacienda Chiquitoy fue propiedad de los Potocki Iturregui (31%) y firmas suizas (68%) hasta la Reforma Agraria de Velasco cuando fue expropiada y convertida en una cooperativa. 